# Bosch KE-Jetronic
Układ KE-Jetronic powstał w roku 1982 i jest elektronicznym rozszerzeniem układu K-Jetronic. Został bardziej udoskonalony oraz wyprodukowany  w celu lepszego doboru mieszanki niż układ K-Jetronic. Większość parametrów oraz mechaniczny dobór mieszanki paliwa w regulatorze pozostały takie same jak w układzie K-Jetronic. Podstawową różnicą tych układów jest to, że układ KE-Jetronic ma zastosowanie elektronicznego sterowania zmianą ciśnienia paliwa działającego na górną powierzchnię tłoczka. Regulacji tej dokonuje elektrohydrauliczny nastawnik ciśnienia. 